# (6160) Minakata
(6160) Minakata ist ein Asteroid des Hauptgürtels, der am 15. Mai 1993 von den japanischen Astronomen Yoshisada Shimizu und Takeshi Urata am Nachi-Katsuura-Observatorium (IAU-Code 905)  Nachi-Katsuura in der Präfektur Wakayama innerhalb des Yoshino-Kumano Nationalparks in Japan entdeckt wurde.
Der Himmelskörper wurde nach dem japanischen Biologen, Ethnologen und Folkloristen Minakata Kumagusu (1867–1941) benannt, der im Laufe seiner wissenschaftlichen Forschungen mehrere Typen von Pilzen und Schleimpilzen entdeckte und bekanntestes Werk die Serie „Jūnishi kō“ (十二支考) – „Gedanken zu den zwölf Erdzweigen“, die von 1914 bis 1923 erschien, ist.